# Uria lomvia

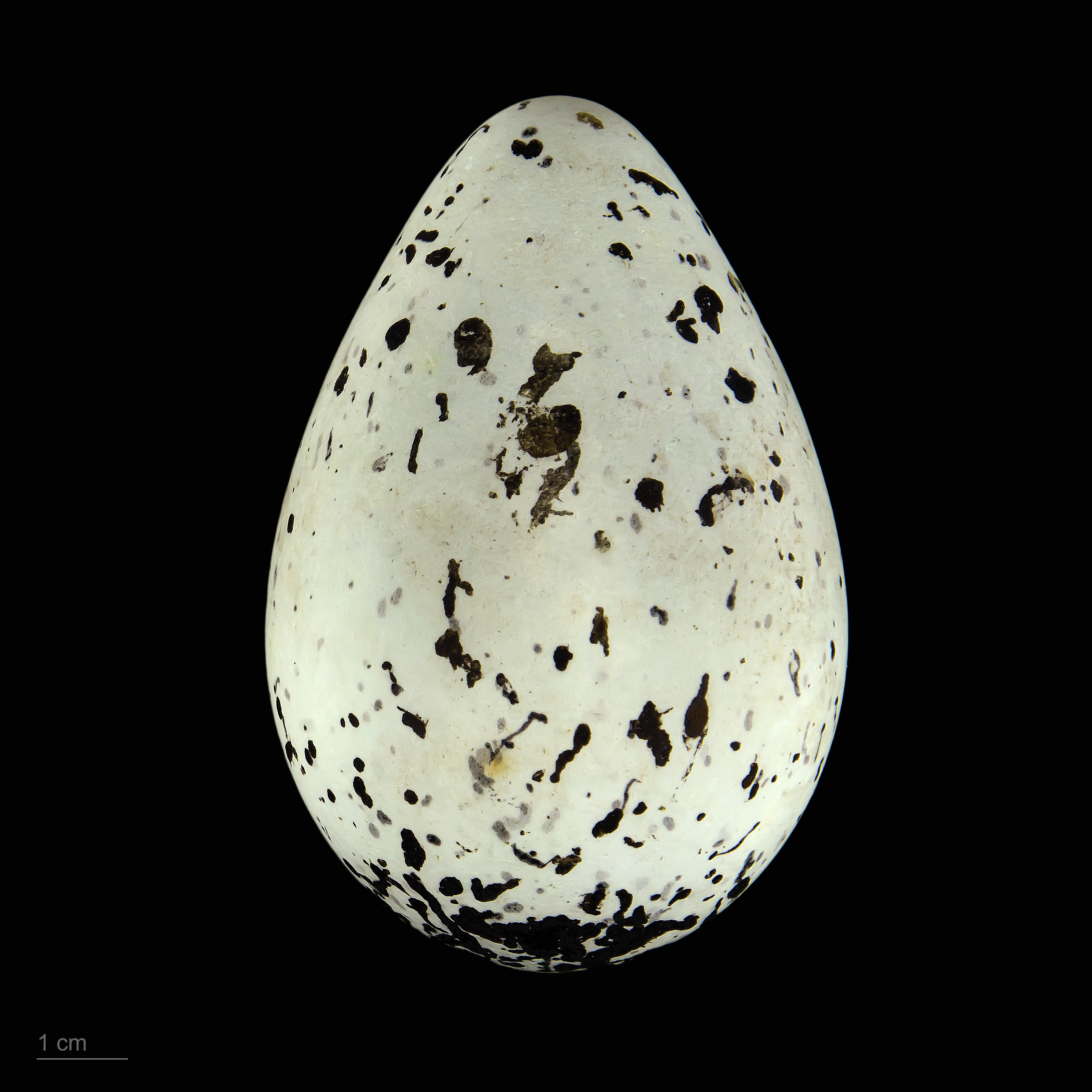
Uria lomvia - MHNT

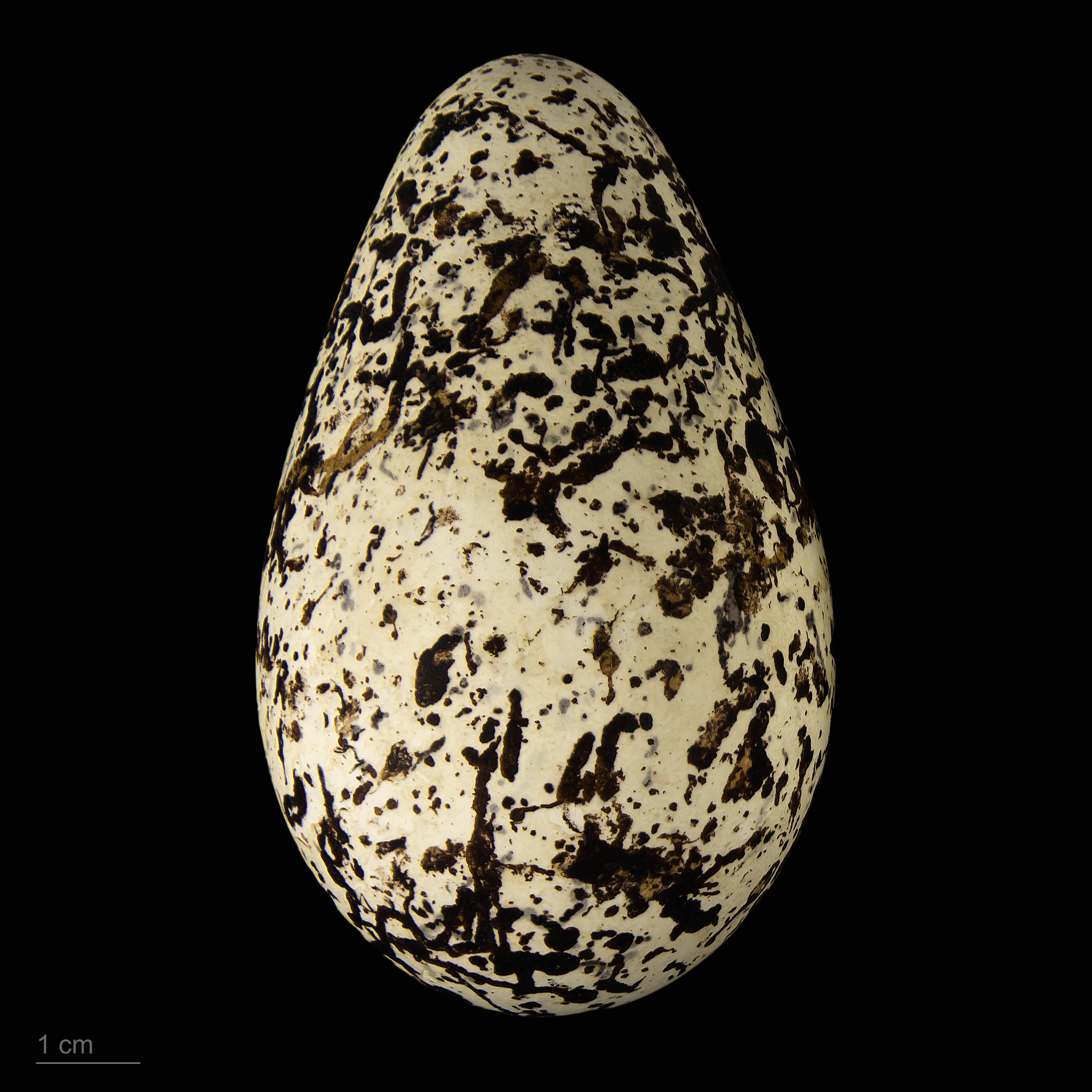
Uria lomvia lomvia - MHNT

El arao de Brünnich o de pico ancho (Uria lomvia) es una especie de ave caradriforme de la familia Alcidae ampliamente distribuido por las costas árticas de Europa, Asia y Norteamérica.

## Subespecies
Se conocen cuatro subespecies de Uria lomvia:
- Uria lomvia arra (Pallas, 1811)
- Uria lomvia eleonorae Portenko 1937
- Uria lomvia heckeri Portenko 1944
- Uria lomvia lomvia (Linnaeus, 1758)